# Simon Fraser (14e lord Lovat)
Pour les articles homonymes, voir Simon Fraser.
Simon Joseph Fraser (25 novembre 1871 - 18 février 1933), est un aristocrate catholique romain de premier plan, propriétaire terrien, forestier, soldat, homme politique et le 23e chef du clan Fraser. Alors qu'il est légalement le 14e Lord Lovat (et le 3e baron Lovat), il est appelé 16e Lord, en raison de la perte du titre par deux précédents Lord Lovat .

## Jeunesse
Né le 25 novembre 1871, il est le fils aîné survivant de neuf enfants nés de Simon Fraser (13e Lord Lovat), et d'Alice Mary Weld-Blundell. Il est le frère de Mary Laura Fraser (épouse de John Scott, vicomte Encombe et mère de John Scott (4e comte d'Eldon) (en)), Alice Mary Charlotte Fraser (épouse de Bernard Constable-Maxwell et mère de Gerald Maxwell), Etheldreada Mary Fraser (épouse du diplomate Sir Francis Oswald Lindley (en)), Hugh Joseph Fraser, un major des Scots Guards qui est tué lors de la première bataille d'Ypres pendant la Première Guerre mondiale), Alastair Thomas Joseph Fraser (époux de Sybil Grimston, fille de James Grimston (3e comte de Verulam)), Margaret Mary Fraser (épouse du brigadier-général Archibald Stirling et mère de David Stirling) et Muriel Mary Rose Fraser, devenue religieuse catholique. Son père est Lord-lieutenant d'Inverness et aide de camp de la reine Victoria de 1883 à 1887 .
Formé à Ampleforth et à Oxford, il est un membre actif de l'équipe de polo de l'Université d'Oxford et est reparti avec une maîtrise.

## Carrière
Lord Lovat est nommé officier dans le Queen's Own Cameron Highlanders et promu lieutenant en 1890, puis transféré dans le 1st Life Guards en 1894 . En 1897, il démissionne de l'armée régulière et se joint à un bataillon de volontaires des Queen's Own Cameron Highlanders.

### Scouts de la guerre des Boers et de Lovat
À la fin de 1899, il lève les Lovat Scouts pour le service de la seconde guerre des Boers en Afrique du Sud et, à partir de février 1900, leur sert de commandant en second avec le grade de capitaine, en charge de l'infanterie à cheval. Pour les scouts de Lovat, il choisit les meilleurs tireurs d'élite qu'il peut trouver et le commandant parfait dans Andrew David Murray. Le corps arrive en Afrique du Sud au début de 1900, et est rattaché au Black Watch, mais est dissous en juillet 1901 tandis que deux compagnies (la 113e et la 114e) sont formées pour l'Imperial Yeomanry. Lord Lovat continue comme commandant en second des deux compagnies.
La guerre prend fin en juin 1902, et Lord Lovat renonce à sa commission avec l'Imperial Yeomanry et obtient le grade honorifique de major dans l'armée le 11 juillet 1902. Il retourne au Royaume-Uni avec le corps du SS Tintagel Castle le mois suivant, arrivant à un accueil public à Inverness à la fin août. Pour son service dans la guerre, il est mentionné dans les dépêches (notamment la dépêche finale de Lord Kitchener datée du 23 juin 1902), reçoit l'Ordre du Service distingué (DSO) en 1900 et est nommé Compagnon de l'Ordre du Bain (CB) en octobre 1902.
Après la fin de la deuxième guerre des Boers, les deux compagnies restantes (qui ont été rattachées à l'Imperial Yeomanry pour la dernière partie de la guerre) retournent au Royaume-Uni et sont dissoutes. L'unité est reformée l'année suivante, composée de deux régiments, intitulés 1er et 2e Lovat Scouts . À partir de ces éclaireurs, une unité de tireurs d'élite est formée et devient officiellement la première unité de tireurs d'élite de l'armée britannique.
Lord Lovat est nommé Commandeur de l'Ordre royal de Victoria (CVO) en 1903 par le roi Édouard VII . Il sert plus tard comme aide de camp du roi George V .

### Première Guerre mondiale
Pendant la Première Guerre mondiale, il commande la Highland Mounted Brigade de la 2e division montée, étant promu brigadier-général en septembre 1914. Il est nommé chevalier du chardon en 1915 pour son leadership et son courage manifestes .
En mars 1916, il prend le commandement de la 4e division montée et devient major général deux mois plus tard . Il est administrateur de Rhodes en 1917, la même année que Rudyard Kipling.
En 1919, Lovat est nommé chevalier commandeur de l'ordre de Saint-Michel et Saint-Georges et nommé président de la Commission des forêts de l'armée, servant de 1919 à 1927 .

### Carrière politique
Outre une carrière militaire, Lovat est également président de la Commission des forêts de 1919 à 1927 et sert dans l'administration conservatrice de Stanley Baldwin comme sous-secrétaire d'État aux Affaires fédérales de 1927 à 1929 .

## Vie privée
En février 1910, la rumeur affirme que Lord Lovat est fiancé à une héritière américaine, Edith Clark, fille de Charles S. Clark de New York et de Grosvenor Square, Londres. Cependant, le 15 octobre 1910, Lovat épouse l'L'honorable Laura Lister (1892-1965), la deuxième fille de Thomas Lister, 4e baron Ribblesdale et, sa première épouse, Charlotte Monkton Tennant (une fille de Sir Charles Tennant, 1er baronnet, député de Peebles et Selkirk). Parmi les domaines de la famille Fraser se trouve le château de Beaufort en Écosse (reconstruit par son père à la fin des années 1870) et 181 800 acres de terres . Ensemble, ils ont cinq enfants, dont quatre arrivent à l'âge adulte :
- Simon Fraser (15e lord Lovat) (1911-1995), qui épouse Rosamond Delves Broughton, la fille unique de Sir Henry Broughton, 11e baronnet en 1938 [5]
- Madeleine Mary Charlotte Fraser (1913-1969), qui épouse son cousin John Scott, 4e comte d'Eldon, officier de la Royal Auxiliary Air Force [5]
- Sir Hugh Charles Patrick Joseph Fraser (1918-1984), député de Stafford and Stone, sous-secrétaire d'État aux Colonies[11], et secrétaire d'État à l'Air qui épouse l'auteur Antonia Margaret Caroline Pakenham, une fille de Frank Pakenham (7e comte de Longford) et Elizabeth Pakenham, en 1956. Ils divorcent en 1977 [5]
- Veronica Nell Fraser (1920-2005), écrivain gastronomique et hôtelière qui épouse le lieutenant Alan Phipps de la Royal Navy en 1940 [12]. Après sa mort en 1944, elle épouse Sir Fitzroy Maclean, 1er baronnet en 1946 [5],[8]
- Mary Diana Rose Fraser (1926-1940), décédée à l'âge de 14 ans [5]

Lovat est décédé d'une crise cardiaque à Londres en février 1933, à l'âge de 61 ans  et est remplacé par son fils aîné Simon en tant que 15e Lord Lovat (connu sous le nom de 17e Lord), qui se distingue lors du débarquement du jour J en Normandie en juin 1944 .